# Vilhelm 4. af Bayern
Vilhelm 4. af Bayern (født 13. november 1493, død 7. marts 1550), var regerende hertug af Bayern fra 1508 til 1550. 
Vilhelm 4. var søn af hertug Albrecht 4. af Bayern-München og dattersøn af kejser Frederik 3..
Vilhelm 4. var gift med Maria Jakobäa af Baden. De blev blandt andre forældre til hertug Albert 5. af Bayern.